# Tomas Boutens
Tomas Boutens (23 juli 1981) is een Belgisch kopstuk van de neonazistische groepering Bloed, Bodem, Eer en Trouw (BBET).

## Levensloop
Beroepshalve was hij stormfuselier in het Belgisch leger. In 2000 was hij een van de spilfiguren bij de oprichting van de Vlaamse Combat 18-groepering binnen Bloed, Bodem, Eer en Trouw (BBET).
In september 2006 werd door het Belgische gerecht tijdens huiszoekingen op privéadressen en in vijf legerkazernes, waaronder Leopoldsburg en Kleine Brogel honderden wapens in beslag genomen. 12 van de 19 gearresteerden waren beroepsmilitair. Hiervan dienden 17 beklaagden, waaronder Boutens, zich te verantwoorden voor de correctionele rechtbank van Dendermonde op tenlastelegging van terrorisme, bendevorming en wapenbezit.  
De groepering zou van plan zijn om zowel Filip Dewinter en Dyab Abou Jahjah te vermoorden en zo te laten uitschijnen dat de moord werd gepleegd door islamistische terroristen. De geplande aanslagen hadden als doel om anarchie uit te lokken en een burgeroorlog te ontketenen om teneinde een blank, racistisch regime te installeren. Het proces ging van start op 12 september 2011 maar kwam, ten gevolge van een prejudiciële vraag in 2012 van de correctionele rechtbank over de rol van het federale parket aan het Grondwettelijk Hof vervolgens een jaar stil te liggen. 
Op 18 oktober 2011 werd hij te Heerhugowaard gearresteerd, tezamen met een aantal leden van het Noord-Hollandse extreemrechtse groepering Ulfhednar, nadat gebleken was dat ze in het bezit waren van een grote tas met wapens en munitie. In 2013 stond hij hiervoor in Alkmaar terecht; het vonnis werd echter uitgesteld tot april 2014.
Het Belgisch proces tegen onder anderen Boutens werd vervolgens heropgestart in mei 2013 nadat het Grondwettelijk Hof oordeelde dat het federaal parket bevoegd was om als openbaar aanklager op te treden. Doordat de rechter vervolgens ziek werd, werd het proces opnieuw uitgesteld. In februari 2014 werd Boutens veroordeeld tot vijf jaar cel, waarvan één jaar met uitstel, en een boete van € 8.250. Tevens werd hij vijf jaar ontzet uit zijn burgerrechten. Desondanks oordeelde de rechtbank dat de veroordeelden hun wapens terugkregen, omdat ze – aldus het vonnis – geen gebruik hadden kunnen maken van de regularisering ten gevolge de nieuwe wapenwet uit 2007. Boutens tekende geen beroep aan tegen het vonnis en dook onder. In Nederland werd hij op 7 april 2014 veroordeeld tot een gevangenisstraf van tien maanden, waarvan zes voorwaardelijk. Hij werd in juli 2014 gearresteerd in Hamont-Achel door het FAST-team van de Belgische federale politie.
In 2022 zou de groepering Project Thule van Boutens ingeschakeld worden voor de beveiliging van het neonazistische muziekfestival Frontnacht. Het festival werd evenwel afgelast; Boutens stond met Project Thule wel op de reguliere IJzerwake.
In maart 2025 werd Tomas Boutens door het hof van beroep in Gent veroordeeld tot een werkstraf van 120 uur voor het vormen van een privémilitie.